# روث غودفري
روث غودفري (بالإنجليزية: Ruth Godfrey)‏ هي ممثلة أمريكية، ولدت في 24 فبراير 1922 في الولايات المتحدة، وتوفيت بنفس المكان في 7 يناير 1985.

## وصلات خارجية
- روث غودفري على موقع IMDb (الإنجليزية)
- روث غودفري على موقع قاعدة بيانات برودواي على الإنترنت (الإنجليزية)
- روث غودفري على موقع قاعدة بيانات الفيلم (الإنجليزية)